# Girl (Pharrell Williams)
Girl  è il secondo album in studio del cantante statunitense Pharrell Williams, pubblicato il 3 marzo 2014 dalle etichette Black Lot Music e Columbia in collaborazione con l'etichetta fondata da Pharrell Williams, i am OTHER.
Il singolo di lancio dell'album è Happy, già colonna sonora del film Cattivissimo me 2.

## Produzione
Nel 2013 Pharrell Williams collaborò con il duo francese dei Daft Punk per la stesura di un brano estratto dal loro album in studio Random Access Memories. Dopo la registrazione, i manager dell'etichetta del duo dissero che il lavoro ottenuto era «spettacolare» e che il brano registrato, Get Lucky, sarebbe stato estratto come primo singolo.
L'etichetta del duo francese offrì inoltre un contratto a Pharrell Williams per la stesura di un nuovo album in studio, da pubblicare dopo pochi mesi di registrazione. Pharrell dichiarò: «Sono sopraffatto che qualcuno voglia conoscere cosa ci sia nel mio cuore».
Il 17 dicembre 2013 è stato annunciato che Pharrell Williams ha firmato un contratto con la Columbia e pubblicherà il suo secondo disco nel 2014. 
Durante lo stesso mese, il giornalista Rob Stringer disse: «Quando noi collaborammo con Pharrell a gennaio di quest'anno, abbiamo ritenuto che fosse giunto di nuovo il suo momento. Da allora, Blurred Lines e Get Lucky divennero i maggiori brani pop del 2013, e adesso noi stiamo preparando Pharrell per farlo diventare un grande artista solista nel 2014. Happy è appena l'inizio».
Il 18 febbraio 2014 Williams rivelò un trailer del suo album. Il giorno seguente, Pharrell dichiarò in un'intervista: «Quando la Columbia mi presentò l'opportunità di fare un disco, mi vennero in mente tre cose. La prima è il senso di onore travolgente che sentii quando realizzai che loro erano interessati a farmi fare un disco che ho sempre desiderato produrre. La seconda è che l'album dovrebbe essere un disco festoso. Per terzo capii subito che l'album si sarebbe chiamato Girl. Spero vi piaccia».

## Composizione
Il disco si apre con Marilyn Monroe, canzone composta da Pharrell insieme a Hans Zimmer. La seconda traccia, Brand New, in collaborazione con Justin Timberlake, parla del rigenerante potere dell'amore. La terza canzone è Hunter, scritta con una prospettiva femminile. Drammatizza la ricerca di affetto nell'amore. Gush, la quarta canzone, è un brano Explicit a sfondo sessuale. Il quinto brano è Happy, già colonna sonora del film Cattivissimo me 2. La sesta traccia è Come Get It Bae, collaborazione con Miley Cyrus. La settima canzone è Gust of Wind, la terza collaborazione del cantante e con i Daft Punk. L'ottava traccia è Lost Queen, che rispecchia a pieno l'argomento centrale del disco: le donne. Il nono brano è Freq, collaborazione con JoJo, che è presente solo come Hidden Track in alcune edizione dell'album. Il decimo brano è I Know Who You Are, collaborazione con Alicia Keys.
Il brano di chiusura del disco è It Girl, canzone anch'essa a sfondo sessuale e riguardante le donne.
L'edizione standard dell'album è formata da 10 tracce, di cui 4 collaborazioni.

## Singoli
Happy è stato pubblicato il 21 novembre 2013 ed è stata inizialmente pubblicata come colonna sonora del film Cattivissimo me 2. Il 24 novembre è stato pubblicato il suo video musicale, in cui compaiono Magic Johnson, Steve Carell, Jimmy Kimmel, Jamie Foxx, Steve Martin, Odd Future, Miranda Cosgrove, Janelle Monáe e molti altri. La canzone ha raggiunto la vetta di 15 classifiche, tra cui la Billboard Hot 100 statunitense e la Top Singoli italiana ed ha ricevuto una nomination all'Oscar alla migliore canzone nei Premi Oscar 2014. La canzone verrà eseguita da Pharrell Williams il 2 marzo 2014.
Il 10 marzo 2014 è stato pubblicato per le radio britanniche il brano Marilyn Monroe.

## Accoglienza
Già prima della sua pubblicazione, Girl ricevette generalmente critiche positive. Metacritic, che giudica gli album in base a un punteggio totale di 100, diede 63 punti al disco di Pharrell Williams, mostrandosi «generalmente favorevoli alla sua pubblicazione» e basandosi su 6 recensioni. Billboard diede invece 85 punti su 100, scrivendo che «Come le più recenti canzoni di Williams, è inesorabilmente positivo e gioioso». Michael Cragg di The Guardian descrisse Girl come un «disco audace, che celebra le donne al fine di evidenziare lo squilibrio generale della società».

## Tracce
Edizione standard
Testi e musiche di Pharrell Williams, tranne dove indicato.
1. Marilyn Monroe – 5:51 (Pharrell Williams, Ann Marie Calhoun)
2. Brand New (feat. Justin Timberlake) – 4:31 (Pharrell Williams, Justin Timberlake)
3. Hunter – 4:00
4. Gush – 3:54
5. Happy – 3:53
6. Come Get It Bae (feat. Miley Cyrus) – 3:21
7. Gust of Wind (feat. Daft Punk) – 4:45 (Pharrell Williams, Thomas Bangalter, Guy-Manuel de Homem-Christo)
8. Lost Queen – 7:56
9. I Know Who You Are (feat. Alicia Keys) – 3:56
10. It Girl – 4:47

## Successo commerciale
Girl debutta al primo posto della Official Albums Chart il 9 marzo 2014. Grazie alla vendita di 70 000 copie nella sua prima settimana d'uscita, è diventato l'album che ha venduto più velocemente nel 2014, superando del 45% High Hopes di Bruce Springsteen. Il disco ha così ottenuto un disco d'argento.
Girl è entrato al secondo posto della Billboard 200 vendendo 113 000 copie.

## Classifiche

### Classifiche settimanali
| Classifica (2014)         | Posizione massima |
| ------------------------- | ----------------- |
| Australia                 | 1                 |
| Austria                   | 4                 |
| Belgio (Fiandre)          | 1                 |
| Belgio (Vallonia)         | 2                 |
| Canada                    | 2                 |
| Danimarca                 | 1                 |
| Finlandia                 | 7                 |
| Francia                   | 1                 |
| Germania                  | 2                 |
| Giappone                  | 3                 |
| Giappone (internazionale) | 1                 |
| Irlanda                   | 3                 |
| Italia                    | 1                 |
| Norvegia                  | 1                 |
| Nuova Zelanda             | 2                 |
| Paesi Bassi               | 2                 |
| Portogallo                | 4                 |
| Regno Unito               | 1                 |
| Repubblica Ceca           | 4                 |
| Spagna                    | 6                 |
| Stati Uniti               | 2                 |
| Svezia                    | 2                 |
| Svizzera                  | 1                 |
| Ungheria                  | 6                 |

### Classifiche di fine anno
| Classifica (2014) | Posizione |
| ----------------- | --------- |
| Australia         | 18        |
| Austria           | 69        |
| Belgio (Fiandre)  | 15        |
| Belgio (Vallonia) | 18        |
| Canada            | 31        |
| Germania          | 54        |
| Italia            | 50        |
| Nuova Zelanda     | 28        |
| Paesi Bassi       | 20        |
| Regno Unito       | 15        |
| Stati Uniti       | 26        |